# Agnès-Drecoll
Agnès-Drecoll est une maison de haute couture française fondée à Paris en 1931. Elle est née de la fusion entre la maison Agnès, fondée vers 1898, et la maison Drecoll.

## Historique
La maison Agnès qui apparaît à Paris vers 1898, et sa créatrice Mme Havet, sont citées dans la presse internationale. Mme Havet, qui sera appelée « Madame Agnès », est une ancienne employée de la maison Doucet. Vers 1910, son adresse est au 27 rue Louis-le-Grand, puis elle déménage au 7 rue Auber.
Après la Première Guerre mondiale, Mme Havet popularise l'usage du turban ; elle développe des créations pratiques, souvent aux motifs exotiques et sera notablement reconnue par la presse pour ses chapeaux.
Par l'entremise d'un financier (Georges Aubert), la maison s'associe en 1931 à la maison Drecoll installée à Paris et devient Agnès-Drecoll, ouvrant boutique au 24 place Vendôme. Drecoll avait déjà fusionné avec la maison Beer avant 1928 et donné naissance à la maison Drecoll-Beer. En 1933, le fonds de commerce est racheté pour former une nouvelle société nommée ADEC (Agnès-Drecoll et compagnie). L'entreprise Agnès-Drecoll est mise en liquidation deux ans plus tard ; une nouvelle société est créée en 1937. Après la Guerre, la maison participe avec nombre d'autres couturiers au « Gratitude Train », événement organisé par la Chambre syndicale à la suite du Théâtre de la Mode.
Après une période de rémission, la Maison est victime après-coup de la Guerre et doit se résoudre à interrompre ses activités en 1953.